# Кілер Джо (фільм)
«Кілер Джо» (англ. Killer Joe) — американська кримінальна комедія режисера Вільяма Фрідкіна, що вийшла 2011 року. У головних ролях Меттью Макконехі, Еміль Гірш, Джуно Темпл. Стрічку створено на основі однойменної п'єси Трейсі Леттса (був також сценаристом).
Продюсерами були Ніколас Чартьє і Скотт Ейнбайндер. Вперше фільм продемонстрували 8 вересня 2011 року в Італії на Венеційському кінофестивалі. В Україні прем'єра фільму відбулась 9 травня 2013 року.

## Сюжет
Молодий наркоторговець Кріс Сміт заліз у борги і не має чим розплачуватися. Почувши, що його рідна мати, яка їх давно покинула, склала страховий поліс на велику суму, він вирішує вбити її. Його батько підтримує його у цьому і вони наймають вбивцю, поліцейського із Далласу Джо Купера. Але у родини немає всієї суми для оплати, тому він як завдаток бере сестру Кріса, Деббі.

## У ролях
| Актор             | Персонаж                          | Роль                                                        |
| ----------------- | --------------------------------- | ----------------------------------------------------------- |
| Меттью Макконехі  | Джо Купер (англ. Joe Cooper)      | детектив поліції, що підробляє найманим вбивцею             |
| Еміль Гірш        | Кріс Сміт (англ. Chris Smith)     | 22-річний наркоторговець, що вирішує вбити свою матір Едель |
| Джуно Темпл       | Дотті Сміт (англ. Dottie Smith)   | донька Едель                                                |
| Джина Гершон      | Шерла Сміт (англ. Sharla Smith)   | мачуха Кріса і Дотті                                        |
| Томас Гейден Черч | Ансель Сміт (англ. Ansel Smith)   | батько Кріса і Дотті                                        |
| Естелла Воррен    | Даена (англ. Daena)               | людина, була у полоні разом із Лео                          |
| Марк Маколей      | Діґґер Сомс (англ. Digger Soames) | лідер банди                                                 |
| Джулія Адамс      | Едель (англ. Adele)               | рідна мати Кріса і Дотті                                    |

## Сприйняття

### Критика
Фільм отримав загалом позитивні відгуки: Rotten Tomatoes дав оцінку 77 % на основі 151 відгуку від критиків (середня оцінка 6,8/10) і 62 % від глядачів із середньою оцінкою 3,4/5 (75,678 голосів), Internet Movie Database — 6,8/10 (29 351 голос), Metacritic — 62/100 (38 відгуків критиків) і 6,5/10 від глядачів (72 голоси).
Анна Купінська в «Українська правда. Життя» поставила фільму 3,5/5, сказавши, що кіноадаптація однойменної п'єси Трейсі Леттса «більше нагадує порнофільм, в якому банальний сюжет про сантехніка є лише прикриттям для справжньої цілі. І у випадку фільму Фрідкіна — це чисте, красиво зняте та переконливо розігране насилля».

### Касові збори
Під час показу у США, що почався 27 липня 2012 року, протягом першого тижня фільм показали у 3 кінотеатрах і він зібрав $37,900, що на той час дозволило йому зайняти 44 місце серед усіх тогочасних прем'єр. Показ протривав 80 днів (11,4 тижня) і закінчився 14 жовтня 2012 року, зібравши у прокаті у США $1,987,762, а у світі — $1,677,307, тобто $3,665,069 загалом при бюджеті $10 млн.

### Нагороди і номінації[10]
| Рік  | Нагорода                                | Категорія                          | Номінант         | Результат |
| ---- | --------------------------------------- | ---------------------------------- | ---------------- | --------- |
| 2011 | Венеційський кінофестиваль              | Золота миша                        | Вілльям Фрідкін  | Перемога  |
| 2011 | Венеційський кінофестиваль              | Золотий лев                        | Вілльям Фрідкін  | Номінація |
| 2012 | Austin Film Critics Association         | Спеціальна почесна нагорода        | Меттью Макконехі | Перемога  |
| 2012 | Golden Trailer Awards                   | Найкращий комедійний постер        | фільм            | Номінація |
| 2012 | Golden Trailer Awards                   | Найоригінальніший постер           | фільм            | Номінація |
| 2012 | San Diego Film Critics Society Awards   | Найкращий актор другого плану      | Меттью Макконехі | Номінація |
| 2013 | Сатурн                                  | Найкращий актор                    | Меттью Макконехі | Номінація |
| 2013 | Сатурн                                  | Найкращий режисер                  | Вілльям Фрідкін  | Номінація |
| 2013 | Сатурн                                  | Найкращий режисер                  | Вілльям Фрідкін  | Номінація |
| 2013 | Сатурн                                  | Найкращий незалежний фільм         | фільм            | Номінація |
| 2013 | Сатурн                                  | Найкращий реліз незалежного фільму | фільм            | Номінація |
| 2013 | Сатурн                                  | Найкраща актриса                   | Джина Ґершон     | Номінація |
| 2013 | Сатурн                                  | Найкращий сценарій                 | Трейсі Леттс     | Номінація |
| 2013 | Central Ohio Film Critics Association   | Актор року                         | Меттью Макконехі | Перемога  |
| 2013 | Central Ohio Film Critics Association   | Найкращий проігнорований фільм     | фільм            | Перемога  |
| 2013 | Chlotrudis Awards                       | Найкращий адаптований сценарій     | Трейсі Леттс     | Номінація |
| 2013 | Chlotrudis Awards                       | Найкращий акторський ансамбль      |                  | Номінація |
| 2013 | Golden Trailer Awards                   | Найтрешовіший трейлер              | фільм            | Номінація |
| 2013 | Незалежний дух                          | Найкраща чоловіча роль             | Меттью Макконехі | Номінація |
| 2013 | Toronto Film Critics Association Awards | Найкраща актриса другого плану     | Джина Ґершон     | Номінація |